# Langer Marsch 3

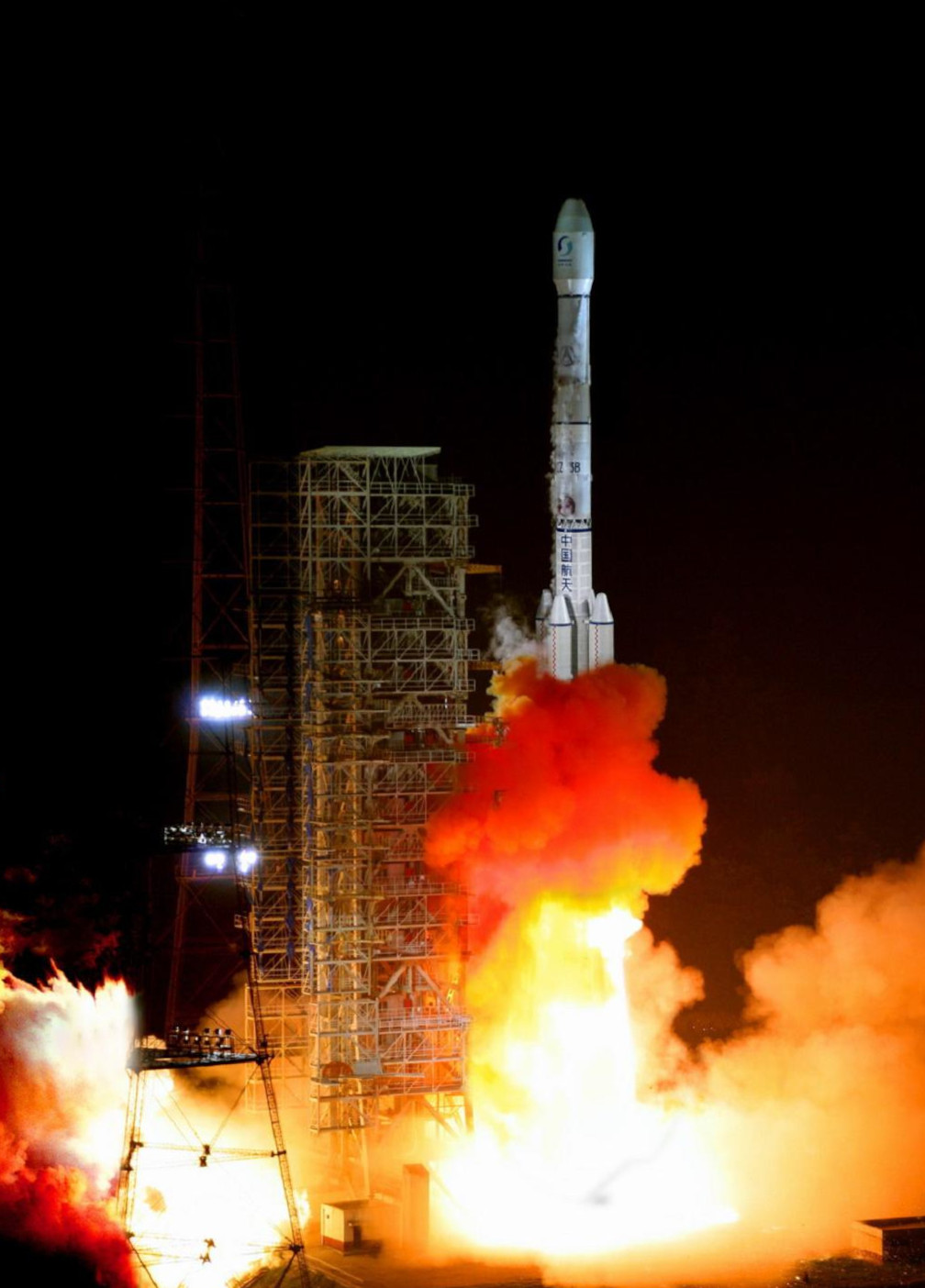
Eine LM-3B (CZ-3B) beim Start, Kosmodrom Taiyuan 2008

Langer Marsch 3, kurz LM-3 (chinesisch 長征三號 / 长征三号, Pinyin Chángzhēng Sānhào, kurz CZ-3) bezeichnet eine Serie von mittelschweren dreistufigen Trägerraketen der Langer-Marsch-Familie der Volksrepublik China, die vor allem für den Transport von Satelliten in einen geostationären Orbit eingesetzt werden. Die einzelnen Versionen unterscheiden sich zum Teil erheblich.

## Übersicht
Der Erststart der CZ-3 erfolgte am 29. Januar 1984, wobei es sich allerdings um einen Fehlstart handelte. Ein erneuter Startversuch am 8. April 1984 mit dem Satelliten Dong Fang Hong 2-2 war erfolgreich.
Die derzeit stärkste Variante ist die CZ-3B, die speziell zum Transport von Kommunikationssatelliten in die Geostationäre Transferbahn ausgelegt ist. Am 6. Dezember 2020 wurde mit dieser Rakete vom Kosmodrom Xichang aus erstmals ein Satellit in eine sonnensynchrone Umlaufbahn befördert.
Die CZ-3B war Ende 2021 mit 83 Starts (79 davon erfolgreich) die am häufigsten eingesetzte Trägerrakete Chinas, ein Start kostete zu jenem Zeitpunkt knapp 450 Millionen Yuan bzw. 70 Millionen US-Dollar.
Am 14. Februar 1996 geriet eine Rakete dieses Typs mit Intelsat 708 an Bord unmittelbar nach dem Start vom Kosmodrom Xichang außer Kontrolle und stürzte auf ein nahegelegenes Dorf, wobei nach offiziellen Angaben sechs Menschen starben und weitere verletzt wurden. Als Fehlerursache wurde ein aufgrund eines Systemfehlers mit falschen Daten arbeitendes Trägheitsnavigationssystem ermittelt, welche die Rakete erst steil vom Startplatz abkippen ließ und dann zum Startplatz zurück führte.

## Versionen
| Version   | 3               | 3A              | 3B, 3B/E         | 3C             |
| --------- | --------------- | --------------- | ---------------- | -------------- |
| Bild      |                 |                 |                  |                |
| Erststart | 29. Januar 1984 | 8. Februar 1994 | 14. Februar 1996 | 25. April 2008 |

### CZ-3
Die beiden ersten Stufen arbeiten mit UDMH und Distickstofftetroxid und sind Weiterentwicklungen der CZ-2C. Die dritte Stufe ist eine Neuentwicklung und arbeitet mit kryogenen Treibstoffen (H2 + O2).
- Nutzlast: 4,5 t auf 300 km, 3,8 t auf eine sonnensynchrone Bahn, 1,4 t auf eine geostationäre Übergangsbahn
- Länge: 42,25 m (je nach verwendeter Nutzlastverkleidung mit 5,84 m bzw. 7,25 m Länge bis zu 43,25 m bzw. 44,68 m)
- Durchmesser: 3,35 m
- Startmasse: 202 t (184,2 t = 91,2 % Treibstoff)
- 1. Stufe 148,7 t (139 t Treibstoff, vier Triebwerke YF-20B mit je 731,5 kN Startschub und 140 s Brenndauer)
- 2. Stufe 40 t (36,4 t Treibstoff, ein Triebwerk YF-24 mit 766 kN Vakuumschub)
- 3. Stufe 11,3 t (8,8 t Treibstoff, ein Triebwerk YF-73 wiederzündbar mit bis zu 750 s Brenndauer bei 49 kN Schub)

### CZ-3A
Version mit vergrößerter Drittstufe und weiteren Änderungen. Für das in der 3. Stufe eingesetzte YF-75-Triebwerk wurde 1992, also zwei Jahre vor dem Erstflug der Rakete, ein spezieller Prüfstand gebaut, bei dem der Betrieb des Triebwerks im Vakuum simuliert werden kann.
- Nutzlast: 7,2 t auf 200 km, 2,6 t auf eine geostationäre Übergangsbahn
- Länge: 52,5 m
- Durchmesser: 3,35 m
- Startmasse: 241 t
- 1. Stufe 179 t (170 t Treibstoff, vier Triebwerke YF-20B mit je 815 kN Vakuumschub und 155 s Brenndauer)
- 2. Stufe 33,6 t (29,6 t Treibstoff, ein Triebwerk YF-25/23 mit 831 kN Vakuumschub und 110 s Brenndauer)
- 3. Stufe 21 t (18,2 t Treibstoff, zwei Triebwerke YF-75 wiederzündbar mit bis zu 470 s Brenndauer bei 156 kN Schub)

### CZ-3B und CZ-3B/E
Version mit vergrößerten Treibstofftanks und vier Boostern.
- Nutzlast: 5,2 t für zum Äquator geneigte geosynchrone Umlaufbahnen (IGSO)
- Länge: 54,8 m (56,3 m CZ-3B/G2, 58 m CZ-3B/G5)
- Durchmesser: 3,35 m (8,45 m mit Boostern)
- Startmasse: 425 t (458 t CZ-3B/G2, 456 t CZ-3B/G5)
- 1. Stufe 179 t (170 t Treibstoff, vier Triebwerke YF-20B mit je 815 kN Vakuumschub und 155 s Brenndauer)
- 2. Stufe 55 t (50 t Treibstoff, ein Triebwerk YF-22A/23A mit 762 kN Vakuumschub und 190 s Brenndauer)
- 3. Stufe 21 t (18,2 t Treibstoff, ein Triebwerk YF-75 wiederzündbar mit bis zu 470 s Brenndauer bei 156 kN Schub)
- Booster: 41 t (37,8 t Treibstoff, ein Triebwerk YF-20B wiederzündbar mit bis zu 128 s Brenndauer bei 815 kN Schub)

Die CZ-3B/E (auch CZ-3B/G2 oder G3, von 改进型 bzw. gǎijìn xíng, also „verbesserte Version“) ist eine Version der 3B mit einer auf 5,5 t erhöhter IGSO-Nutzlast durch Vergrößerung der Treibstoffkapazität der ersten Stufe und der Booster. Daneben kann die CZ-3B/E auch Satelliten auf eine geostationäre Transferbahn bringen, so zum Beispiel die 4,6 t schweren Erdbeobachtungssatelliten Gaofen 4 und Gaofen 13 am 28. Dezember 2015 bzw. 11. Oktober 2020. Der Erstflug der verbesserten Version erfolgte am 14. Mai 2007. Die CZ-3B/G2 verwendet eine Nutzlastverkleidung mit einem Durchmesser von 4,0 m, die CZ-3B/G3 und G5 dagegen mit 4,2 m.
Seit dem am 2. Juni 2021 gestarteten 72. Exemplar der Rakete kommt in der 3. Sufe eine verbesserte Treibmittelsteuerung zum Einsatz, die dafür sorgt, dass Brennstoff und Oxidator in immer gleichem Verhältnis in die Brennkammer des Triebwerks gelangen.
Bis Februar 2023 waren von den diversen Varianten der CZ-3B seit dem Fehlstart beim Erstflug am 14. Februar 1996 insgesamt 88 Exemplare gestartet; es handelt sich mittlerweile um eine sehr ausgereifte Rakete mit etablierten Lieferketten und eingespielten Startabläufen. Im Februar 2023 kostete den Kunden eine CZ-3B/E mit einer Nutzlast von 5,5 t für einen geostationären Transferorbit inklusive Treibstoff, Betankung und Startabwicklung durch das Kosmodrom 264,72 Millionen Yuan. Zum Vergleich: ein Start mit einer  CZ-7, die 5,5 t nur in einen sonnensynchronen Orbit transportieren kann, kostete zu diesem Zeitpunkt, da sie für bemannte Flüge zertifiziert und wesentlich aufwendiger gebaut ist, rund 570 Millionen Yuan.

### CZ-3C
Die CZ-3C ist eine Version der CZ-3B mit zwei Boostern (9,56 m lang, 4,0 m Durchmesser) von der CZ-2E anstelle der vier Booster der CZ-3B. Sie ist 55 m hoch und kann 3,8 t in einen geostationären Transferorbit bringen.
Daneben gibt es noch die CZ-3C/E bzw. 长征三号丙改进二型, die am 23. Oktober 2014 bei ihrem Erstflug die experimentelle Mondsonde Chang’e 5-T1 auf den Weg brachte. Dieser Typ ist mit 56,3 m mehr als einen Meter länger als die Grundvariante und kann mit 3,9 t auch 100 kg mehr in eine geostationäre Transferbahn bringen. Bei der zweiten Stufe wird hier das YF-24B-Triebwerk der für bemannte Flüge verwendeten CZ-2F mit insgesamt 926 kN Vakuumschub verwendet, das nicht nur mehr Schub liefert, sondern auch ausgesprochen zuverlässig ist.